# Malonyl-CoA
Malonyl-Coenzym A (kurz: Malonyl-CoA) ist ein Thioester der Malonsäure mit dem Coenzym A. 

## Funktionen

### Zytosolische Fettsäuresynthese
Malonyl-CoA ist beim molekularen Mechanismus der Fettsäuresynthese erforderlich. Dort nimmt es eine zentrale Rolle als Fettsäurekettenverlängerer ein, ebenso bei der Biosynthese mehrfach ungesättigter Fettsäuren (z. B. Arachidonsäure aus Linolsäure). Hier bietet es seinen Kohlenstoffkettenanteil zur Fettsäureverlängerung (und damit Platzschaffung von Doppelbindungen) an. Zur Herstellung von Malonyl-CoA wird ein Biotin-abhängiges Enzym, die Acetyl-CoA-Carboxylase (ACC) benötigt. Malonyl-CoA entsteht also durch die Carboxylierung aus Acetyl-CoA (aktivierte Essigsäure) als Vorstufe der Entstehung von Fettsäuren. Die ACC ist das Schrittmacherenzym der Fettsäurebiosynthese. Der Einbau von CO2 verläuft unter einfachem ATP-Verbrauch.
Die Fettsäurebiosynthese findet bei höheren Organismen überwiegend in der Leber statt.

### Mitochondriale Fettsäuresynthese
Malonyl-CoA entsteht im ersten Schritt der mitochondrialen Fettsäuresynthese (mtFAS) aus Malonsäure mit Hilfe der Malonyl-CoA-Synthetase (ACSF3).

## Krankheiten
Malonyl-CoA spielt bei der Stoffwechselstörung kombinierte Malon- und Methylmalonazidurie (CMAMMA) eine besondere Rolle im mitochondrialen Abbaupfad der toxischen Malonsäure. Bei der CMAMMA aufgrund von ACSF3-Mangel, ist die Malonyl-CoA-Synthetase verringert, welche aus Malonsäure Malonyl-CoA generiert und welche dann durch die Malonyl-CoA-Decarboxylase zu Acetyl-CoA umgewandelt wird. Im Gegensatz dazu ist bei der CMAMMA aufgrund von Malonyl-CoA-Decarboxylase-Mangel, die Malonyl-CoA-Decarboxylase verringert, welche Malonyl-CoA zu Acetyl-CoA umwandelt.

{\displaystyle \mathrm {Malons{\ddot {a}}ure+CoA+ATP\ {\xrightarrow[{ACSF3}]{Malonyl{-}CoA{-}Synthetase}}\ Malonyl{-}CoA\ {\xrightarrow[{MLYCD}]{Malonyl-CoA{-}Decarboxylase}}\ Acetyl{-}CoA} }